# الحزب الشيوعي الإندونيسي
الحزب الشيوعي الإندونيسي (أو PKI اختصارًا) هو حزب شيوعي في إندونيسيا مارس نشاطه خلال منتصف القرن الماضي. كان الحزب أكبر حزب شيوعي غير حاكمٍ في العالم قبل أن يتعرّض إلى عمليات تطهير وحشية وعنيفة عام 1965 تُوّجت بحظر الحزب في العام التالي. في انتخابات عام 1955، امتلك الحزب نحو مليوني عضو، وحصل على 16% من أصوات المقترعين في البلاد، ونحو 30% من أصوات المقترعين في جاوة الشرقية. مارس الحزب الشيوعي نشاطه علنًا في البلاد، منذ الفترة التي تلت استقلال البلاد مباشرة وحتى اجتثاث الحزب عام 1965.

## طلائع الحزب الشيوعي
تأسست رابطة الهند الشرقية الديمقراطية الاجتماعية عام 1914 على يد الاشتراكي الهولندي هينك سنيفليت واشتراكي آخر من الهند الشرقية. مثّلت رابطة الهند الشرقية الديمقراطية الاشتراكية، المؤلفة من 80 عضوًا، اتحادًا بين حزبين اشتراكيين هولنديين (حزب العمال الديمقراطي الاجتماعي والحزب الاشتراكي الهولندي)، وأصبحت لاحقًا الحزب الشيوعي الهولندي تحت قيادة رابطة الهند الشرقية الهولندية. طرح الأعضاء الهولنديون في رابطة الهند الشرقية الأفكار الماركسية على المثقفين والمتعلمين في إندونيسيا، والباحثين عن سبيل لمقاومة الحكم الاستعماري.
في أكتوبر عام 1915، بدأت الرابطة طباعة صحيفة باللغة الهولندية اسمها العالم الحر (كان أدولف بارش مسؤولًا عن تحريرها). لم تطالب الصحيفة بالاستقلال إبان تأسيس رابطة الهند الشرقية الديمقراطية الاجتماعية. ضمت الرابطة حتى تلك اللحظة نحو 100 عضو، من بينهم 3 إندونيسيين فقط، واتخذت على الفور اتجاهًا راديكاليًا مناهضًا للرأسمالية. عندما نقل سنيفليت المقر الرئيس لرابطة الهند الشرقية من سورابايا إلى سمارانغ، جذبت الرابطة المزيد من السكان الأصليين الذين ينتمون لحركات حقوقية ودينية ووطنية مماثلة آيديولوجيًا، وهي حركات برزت ونمت في الهند الشرقية منذ عام 1900. تزايد تناقض الرابطة تحت قيادة سنيفليت مع قيادة حزب العمال الديمقراطي الاجتماعي في هولندا، فنأى الأخير بنفسه عن الرابطة، وبدأ يعدّها هيئة مساوية لمجلس الشعب في الهند الشرقية. انشق فصيل إصلاحي عن رابطة الهند الشرقية، وأسس حزب الهند الشرقية الديمقراطي الاشتراكي في عام 1917. أسست الرابطة أول دار نشر لها باللغة الإندونيسية في ذلك العام، وكان اسمها «صوت الحرية».
حاولت الرابطة وسنيفليت السير على خطى الثورة البلشفية والإرث الذي خلفته، فعملت على شنّ غارات على البحارة والجنود الهولنديين المتمركزين في المستعمرة. تشكل ما يُعرف بالحرس الحمر، ووصل عدد المنتسبين إلى 3000 خلال 3 أشهر. في أواخر عام 1917، تمرد الجنود والبحارة في قاعدة سورابايا البحرية، وأسسوا مجالس السوفيات. قمعت السلطات المحلية مجالس السوفيات في سورابايا والرابطة الديمقراطية الاجتماعية، وأُرسل قادة الرابطة (من بينهم سنيفليت) إلى هولندا.
على أي حال، أسست الرابطة كتلة داخل منظمة الاتحاد الإسلامي المناهضة للاستعمار. جذبت أفكار سنيفليت الكثير من أعضاء منظمة الاتحاد الإسلامي في سورابايا وسوراكارتا، من بينهم شخصيات مثل سيماون ودارسونو. جراء إستراتيجية سنيفليت تلك، اقتنع عدد من أعضاء الاتحاد الإسلامي بتأسيس ما يُعرف بالاتحاد الشعبي (ساريكات راكجات)، وهي منظمة ثورية هيمنت عليها الأفكار الماركسية.
استمر عمل الرابطة الديمقراطية الاجتماعية سرًا، وافتتحت دار نشر جديدة هي «صوت الشعب». تحوّلت عضوية الرابطة من أغلبية هولندية إلى أغلبية إندونيسية جراء الترحيل القسري لبعض الكوادر الهولندية، والعمل داخل منظمة الاتحاد الإسلامي.

## التأسيس والنمو
خلال المؤتمر الذي عقدته الرابطة في 23 مايو عام 1920، اتخذت اسم «الاتحاد الشيوعي للهند الشرقية». نُصّب سيماون رئيس الحزب، وكان دارسونو نائب الرئيس. شغل الأعضاء الهولنديون مناصب في الحزب، كالأمين العام وأمين الصندوق و3 من أعضاء اللجنة. كان الاتحاد الشيوعي أول حزب شيوعي آسيوي يصبح عضوًا في منظمة الشيوعية الدولية (الكومنترن)، ومثّل سنيفليت الحزب في مؤتمر الكومنترن العالمي الثاني عام 1921.
في الفترة السابقة لمؤتمر الاتحاد الإسلامي السادس عام 1921، أدرك أعضاء الاتحاد إستراتيجية سنيفليت وحاولوا إيقافها. طرح الأمين العام لمنظمة الاتحاد الإسلامي، سليم آغوس، مقترحًا يهدف إلى منع أعضاء الاتحاد الإسلامي من الحصول على عضوية أحزاب أخرى، أو امتلاك عضوية مزدوجة. أُقر المقترح على الرغم من معارضة تان مالاكا وسيماون، فاضطر الشيوعيون إلى تغيير استراتيجياتهم. فرضت السلطات الاستعمارية الهولندية مزيدًا من القيود على النشاط السياسي، وقرر الاتحاد الإسلامي التركيز على الشؤون الدينية فقط، فأصبح الشيوعيون وحزبهم المنظمة الوطنية الوحيدة النشطة في البلاد.
أثناء حضور سيماون مؤتمر عمال الشرق الأقصى في موسكو خلال أوائل العام 1922، فشل تان مالاكا في تحويل إضراب عمال مكاتب الرهان الحكومية إلى إضراب وطني تشارك فيه كافة اتحادات العمال الإندونيسية. جراء فشل هذا المسعى، اعتُقل مالاكا وعُرض عليه الاختيار بين النفي الداخلي أو الخارجي، فاختار المنفى في الخارج وسافر إلى روسيا.
في مايو عام 1922، عاد سيماون بعد 7 شهور قضاها في روسيا، وبدأ تنظيم اتحادات نقابات العمال ودمجها في منظمة واحدة. في 22 سبتمبر، تأسس اتحاد منظمات العمال الإندونيسية.
في مؤتمر الكومنترن الخامس عام 1924، شُدد على فكرة مفادها أن «السيطرة على النقابات المهنية هي أولوية قصوى للأحزاب الشيوعية»، ولا وجود لثورة ناجحة بدون الشرط السابق. بدأت محاولات الاتحاد الشيوعي للهند الشرقية في التركيز على تلك الاتحادات، فقرر تحسين نظامها وانضباطها، وطالب بتأسيس جمهورية إندونيسيا الشيوعية. تغيّر اسم الحزب في وقت لاحق من ذلك العام، وأصبح اسمه «الحزب الشيوعي الإندونيسي»، أو PKI اختصارًا.

## تمرد عام 1926
في إحدى الجلسات العامة من شهر مايو عام 1925، طالبت اللجنة التنفيذية للكومنترن كافة الشيوعيين الإندونيسيين بتأسيس تحالفٍ مناهض للإمبرالية مع المنظمات الوطنية غير الشيوعية، فدعت بعض العناصر المتطرفة، تحت قيادة الناشطين اليمين وموسو، إلى الثورة والإطاحة بالحكومة الاستعمارية الهولندية. خلال مؤتمر عُقد في برامبانان في جاوة الوسطى، قررت النقابات المهنية التي يسيطر عليها الشيوعيون بدء الثورة عبر إضراب عمال السكك الحديدية، ما سيشعل إضرابًا عامًا، ثم يحلّ الحزب الشيوعي الإندونيسي محل الحكومة الاستعمارية.
كان من المفترض أن تبدأ الثورة في بادنغ، لكن قوات الأمن الحكومية اتخذت إجراءات صارمة في بداية عام 1926 لفرض النظام، أدت إلى حظر حق التجمع واعتقال عددٍ من أعضاء الحزب الشيوعي، فاضطر الحزب إلى استكمال مخططاته سرًا. أدت الخلافات بين قادة الحزب الشيوعي حول توقيت ومسار الثورة إلى سوء التخطيط. لم يوافق تان مالاكا، الذي شغل حينها منصب مفوّض الكومنترن في جنوب شرق آسيا وأستراليا، على الخطة (أحد الأسباب هي اعتقاده أن الحزب الشيوعي لا يملك الدعم الجماهيري الكافي). جراء تلك الانقسامات، أُجلت الثورة في شهر يونيو عام 1926.
بدأ تمرد محدود في باتافيا (وهو الاسم الذي عُرفت به العاصمة جاكرتا حينها) في 12 نوفمبر، وظهرت تمردات مشابه في بادنغ وبنتن وسورابايا. سُحق تمرد باتافيا خلال يوم أو اثنين، بينما قُمعت التمردات الأخرى خلال بضعة أسابيع.
جراء فشل الثورة، اعتُقل 13 ألف شخص وزُج بـ 4500 شخص في السجن، بينما رُحّل 1308 أشخاصٍ إلى معسكرات الاعتقال، ونُفي 823 إلى معسكر بوفن–ديغول في منطقة نهر ديغول ضمن غرب غينيا الجديدة، وتوفي عدد من المعتقلين خلال الأسر.